# Le Manie
Le Mànie sono una località nell'entroterra del comune di Finale Ligure.

L'altopiano è apprezzato da chi pratica trekking, mountain bike e parapendio.

Nel territorio vi sono anche due importanti grotte: l'Arma delle Fate e l'Arma delle Mànie, dove furono ritrovati reperti archeologici dell'uomo di neandertal .

Assieme al comune di Noli e il rione  Varigotti, sempre del comune di Finale Ligure, forma le Tre Terre.